# Parapente en los Juegos Asiáticos de 2018
La competición de parapente en los Juegos Asiáticos de 2018 se disputó en Java Occidental, Indonesia del 20 al 29 de agosto.

## Medallero
| N.º   | País          | Oro | Plata | Bronce | Total |
| ----- | ------------- | --- | ----- | ------ | ----- |
| 1     | Indonesia     | 2   | 1     | 3      | 6     |
| 2     | Tailandia     | 2   | 1     | 1      | 4     |
| 3     | Corea del Sur | 1   | 2     | 2      | 5     |
| 4     | Japón         | 1   | 1     | 0      | 2     |
| 5     | Nepal         | 0   | 1     | 0      | 1     |
| Total | Total         | 6   | 6     | 6      | 18    |

## Medallistas

### Hombres
| Evento                 | Oro                                                                                    | Plata                                                                           | Bronce                                                                                             |
| ---------------------- | -------------------------------------------------------------------------------------- | ------------------------------------------------------------------------------- | -------------------------------------------------------------------------------------------------- |
| Precisión individual   | Jafro Megawanto Indonesia                                                              | Jirasak Witeetham Tailandia                                                     | Lee Chul-soo Corea del Sur                                                                         |
| Precisión equipos      | Indonesia Aris Apriansyah Joni Efendi Jafro Megawanto Hening Paradigma Roni Pratama    | Corea del Sur Kim Jin-oh Lee Chang-min Lee Chul-soo Lee Seong-min Lim Moon-seob | Tailandia Sarayut Chinpongsatorn Tanapat Luangiam Mongkut Preecha Jirasak Witeetham Nithat Yangjui |
| Campo a través equipos | Japón Yoshiaki Hirokawa Takuo Iwasaki Taro Kamiyama Yoshiki Kuremoto Yoshiaki Nakagawa | Nepal Bimal Adhikari Bijay Gautam Sushil Gurung Yukesh Gurung Bishal Thapa      | Indonesia Aris Apriansyah Joni Efendi Jafro Megawanto Hening Paradigma Roni Pratama                |

### Mujeres
| Evento                 | Oro                                                              | Plata                                                   | Bronce                                                  |
| ---------------------- | ---------------------------------------------------------------- | ------------------------------------------------------- | ------------------------------------------------------- |
| Precisión individual   | Nunnapat Phuchong Tailandia                                      | Lee Da-gyeom Corea del Sur                              | Rika Wijayanti Indonesia                                |
| Precisión equipos      | Tailandia Chantika Chaisanuk Nunnapat Phuchong Narubhorn Wathaya | Indonesia Lis Andriana Rika Wijayanti Ike Ayu Wulandari | Corea del Sur Baek Jin-hee Jang Woo-young Lee Da-gyeom  |
| Campo a través equipos | Corea del Sur Baek Jin-hee Jang Woo-young Lee Da-gyeom           | Japón Keiko Hiraki Nao Mochizuki Atsuko Yamashita       | Indonesia Lis Andriana Rika Wijayanti Ike Ayu Wulandari |